# Aaptos laxosuberites
Aaptos laxosuberites är en svampdjursart som först beskrevs av William Johnson Sollas 1902.  Aaptos laxosuberites ingår i släktet Aaptos och familjen Suberitidae. Inga underarter finns listade i Catalogue of Life.